# 高肇
高 肇（こう ちょう、? - 515年）は、北魏の外戚。字は首文。文昭皇太后高照容（宣武帝の生母）の兄で、宣武帝の皇后高英の叔父である。本貫は渤海郡蓨県。

## 経歴
高句麗の高颺の子として生まれた。500年（景明元年）、平原郡公に封じられた。501年（景明2年）、咸陽王元禧が反乱を計画した罪で処刑されると、元禧の財産の多くは高氏のもとに入った。まもなく尚書左僕射・領吏部・冀州大中正に任じられた。宣武帝のおばの高平公主を妻に迎え、尚書令に転じた。
504年（正始元年）、北海王元詳が反乱を計画していると誣告して、死に追いやった。また諸王の乱を防ぐ名目で宣武帝を説得し、諸王を幽閉状態に置いた。507年（正始4年）に于皇后が突然死したが、これは高肇の手によるものではないかと噂された。508年（永平元年）、皇子元昌が死去したのも、高肇の意を受けて、故意に医療を過ったのではないかと言われた。京兆王元愉は高肇の専横を恐れて反乱を起こした。高肇は彭城王元勰が元愉の乱に同調していると誣告して殺害させた。高肇が皇族や大臣を多く陥れたことは当時の衆目の一致するところで、北魏の朝野に広く憎まれた。512年（延昌元年）、司徒に上った。514年（延昌3年）、大将軍・平蜀大都督となり、10万の兵を統率して西征した。
515年（延昌4年）1月、宣武帝が死去し、孝明帝が即位すると、高肇は洛陽に召還された。2月、高陽王元雍や于忠らによって高肇排除の密謀が巡らされ、高肇は入省しようとしたところを、壮士の邢豹・伊瓫生らによって殺害された。霊太后により、営州刺史の位を贈られた。533年（永熙2年）、使持節・侍中・都督中外諸軍事・太師・大丞相・太尉公・録尚書事・冀州刺史の位を追贈された。
子の高植は、中書侍郎から済州刺史となり、元愉の乱を討って功績を上げた。青州・相州・朔州・恒州の刺史を歴任して、良刺史と称された。

## 伝記資料
- 『魏書』巻83下 列伝第71下
- 『北史』巻80 列伝第68